# Randia capitata
Randia capitata es una especie de arbusto de la familia de las rubiáceas.  

## Descripción
Es un arbusto que alcanza un tamaño de 1 a 4 m de alto, muy ramificado. Tiene las hojas en grupos, son muy angostas abajo y con la punta ancha y redondeada, las hojas son más anchas en la parte de en medio, por el anverso son lisas y de color verde, por el reverso de color más claro y aterciopeladas. Las flores son blancas con aroma dulce; los frutos son casi redondos, un poco velludos y miden casi 5 cm de largo.

## Distribución y hábitat
Es originaria de México, presente en clima cálido y semicálido entre los 700 y los 1800 m s. n. m., asociada al bosque tropical, caducifolio y subcaducifolio, bosque espinoso, bosque mesófilo de montaña, bosques de encino y de pino.

## Propiedades
En Morelos y Michoacán se le utiliza principalmente para aliviar dolor de riñones o mal de orín, pero también puede servir para tratar la tos o los nervios. En caso de dolor de riñones, se aconseja preparar una cocción del fruto que se toma a cualquier hora.
En Michoacán, también se emplea es como abortivo. Para tal efecto se hace un cocimiento de la pulpa del fruto con pedazos de tallo del bejuco de tres costillas (Serjania triquetra).

## Taxonomía
Randia capitata fue descrita por Augustin Pyrame de Candolle y publicado en Prodromus Systematis Naturalis Regni Vegetabilis 4: 387. 1830.
Sinonimia
- Randia ehrenbergii Standl.
- Randia megacarpa Brandegee
- Randia purpusii Greenm. & C.H.Thomps.
- Randia tomentosa S.Watson
- Randia watsonii Rob.
- Solena capitata (DC.) D.Dietr.[3]

## Nombres común
- En México: cruceta, crucillo, grangel.[1]